# Oklahoma Renegades
Oklahoma Renegades è un film del 1940 diretto da Nate Watt.
È un film western statunitense con Robert Livingston, Raymond Hatton e Duncan Renaldo. Fa parte della serie di 51 film western dei Three Mesquiteers, basati sui racconti di William Colt MacDonald e realizzati tra il 1936 e il 1943.

## Produzione
Il film, diretto da Nate Watt su una sceneggiatura di Earle Snell e Doris Schroeder con il soggetto di Charles R. Condon (basato sui personaggi creati da William Colt MacDonald), fu prodotto da Harry Grey per la Republic Pictures I titoli di lavorazione furono Oklahoma Outlaws e Oklahoma Sky. Il brano della colonna sonora Way Down in Texas fu composto da Lee Roy Lasses White (parole e musica).

## Distribuzione
Il film fu distribuito negli Stati Uniti dal 29 agosto 1940 al cinema dalla Republic Pictures.

## Promozione
Le tagline sono:
- "A triple blast of trouble busting!".
- "Out for roaring romance... or war on the range!".